# Odprto prvenstvo Francije 2003
Odprto prvenstvo Francije 2003 je teniški turnir za Grand Slam, ki je med 26. majem in 8. junijem 2003 potekal v Parizu.

## Moški posamično
Juan Carlos Ferrero :  Martin Verkerk, 6–1, 6–3, 6–2

## Ženske posamično
Justine Henin-Hardenne :  Kim Clijsters, 6–0, 6–4

## Moške dvojice
Mike Bryan /  Bob Bryan :  Paul Haarhuis /  Jevgenij Kafelnikov, 7–6, 6–3

## Ženske  dvojice
Kim Clijsters /  Ai Sugijama :  Virginia Ruano Pascual /  Paola Suárez, 6–7(5), 6–2, 9–7

## Mešane dvojice
Lisa Raymond /  Mike Bryan :  Jelena Lihovceva /  Mahesh Bhupathi, 6–3, 6–4